# Volkstelling in het Russische Rijk

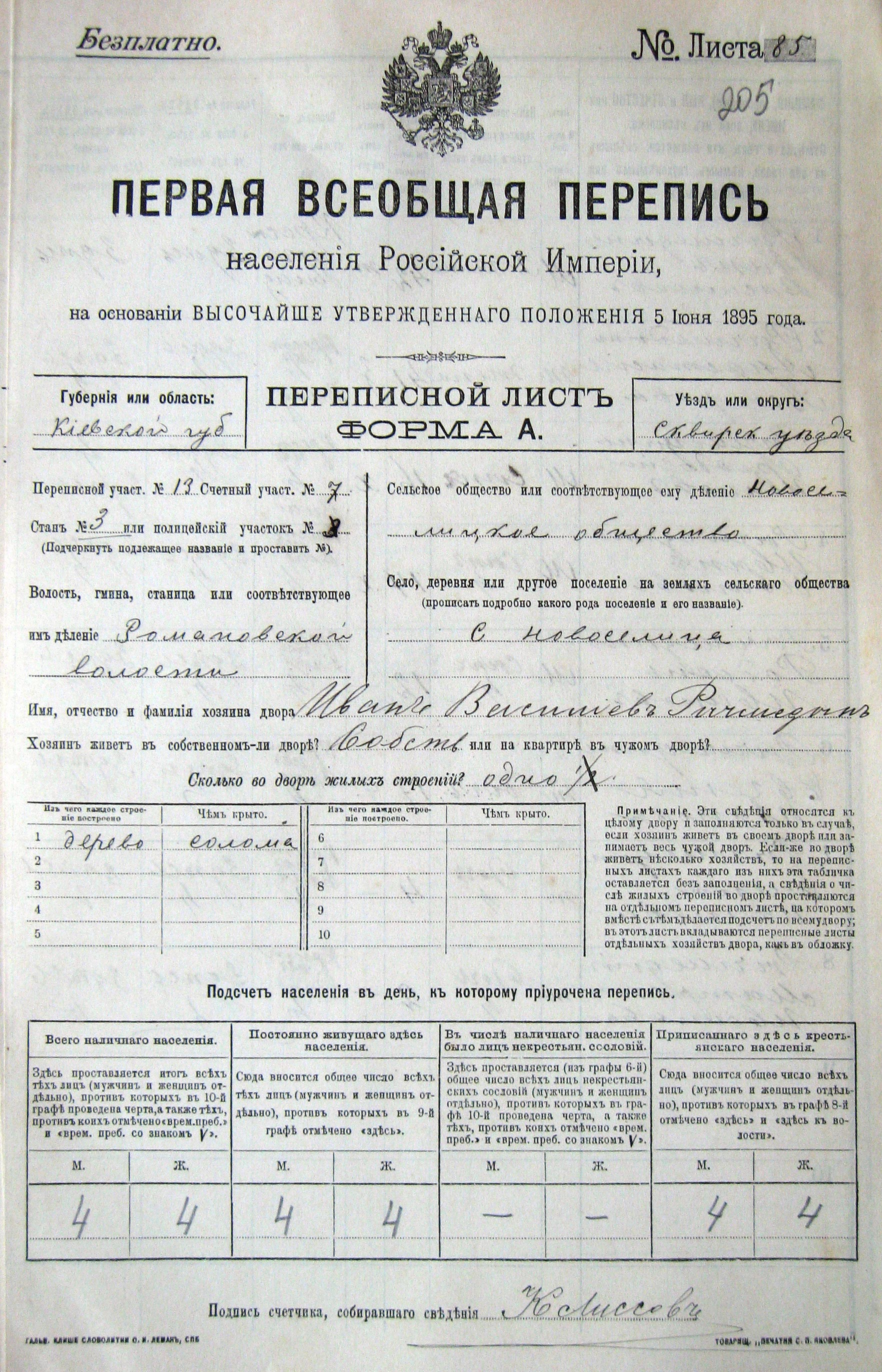
Tellingsformulier uit gouvernement Kiev.

De eerste en enige volkstelling in het Russische Rijk werd gehouden in 1897. De datum van de geregistreerde gegevens is 28 januari O.S. 15 januari 1897. Daarvoor verstrekte het Centrale Statistische Bureau statistische tabellen, die waren gebaseerd op fiscale lijsten (Russisch: ревизские списки).
Het project voor de volkstelling werd voorgesteld door een beroemde Russische geograaf; de directeur van het Centrale Statistische Bureau Pjotr Semjonov-Tiansjanski in 1877. Dit werd echter pas goedgekeurd door tsaar Nicolaas II in 1895.
De volkstelling werd uitgevoerd in twee fasen. Bij de eerste fase, die liep van december 1896 tot januari 1897 bezochten de tellers (135.000 personen: soldaten, onderwijzers en priesters die konden lezen en schrijven) alle huishoudens en vulden de vragenlijsten in, die werden gecontroleerd door lokale bestuurders voor de volkstelling. Bij de tweede fase, op 28 december (O.S.) 1897, bezochten de tellers tegelijkertijd alle huishoudens om de vragenlijsten te controleren en bij te werken.
De verwerking van de gegevens nam 8 jaar in beslag, waarbij gebruikgemaakt werd van Hollerithkaartmachines. De publicatie van de resultaten begon in 1898 en was voltooid in 1905. Alles bij elkaar bestond het uit 119 delen voor 89 gouvernementen, met daarbij een tweedelige samenvatting.
Voor 1915 was een tweede Russische volkstelling gepland, maar deze werd afgelast vanwege de Eerste Wereldoorlog. De eerste volkstelling die erop volgde was de Sovjetvolkstelling van 1923.

## Vragenlijst
De vragenlijst bevatte de volgende vragen:
- Familienaam, voornaam, patroniem of bijnaam (прозвище)
- Sekse
- Relatie met betrekking tot het hoofd van de familie of het huishouden
- Leeftijd
- Burgerlijke staat
- Sociale status: sosloviye, rang of titel (сословие, состояние, звание)
- Geboorteplaats
- Plaats van registratie
- Gewoonlijke verblijfplaats
- Notitie van afwezigheid
- Geloof
- Moedertaal¹
- Alfabetisering
- Beroep (vak, branche, positie van kantoor of dienst), zowel primair als secundair

¹ In de overzichtstabellen van de volkstelling werd de nationaliteit gebaseerd op de aangegeven moedertaal van de respondenten.

## Volkstellingsresultaten
De totale bevolking van het Russische Rijk werd bij de volkstelling geregistreerd als 125.640.021 personen, waarvan 50,2% vrouw en 49,8% man. 16.828.395 van hen waren woonachtig in de stad.
Uit de telling kwam verder dat 55.667.469 inwoners Russisch (als 'Groot-Russisch') als moedertaal hadden en 22.380.551 mensen Oekraïens ('Klein-Russisch'). Een grote meerderheid (69,34%) hing het oosters-orthodoxe geloof aan.